# Male žene
Male žene (Little Women) dječji je roman američke spisateljice Louise May Alcott, objavljen 1868. i 1869. godine. Smatra se jednim od klasika američke književnosti.
Radnja je inspirirana životom same autorice i smještena u grad Concord u državi Massachusetts za vrijeme američkog građanskog rata. Protagonistice su četiri kćeri protestantskog svećenika Roberta Marcha - Meg, Jo, Beth i Amy - koje se suočavaju s problemima odrastanja dok im otac služi u vojsci Sjevera. Roman je doživio neočekivani uspjeh, i potakao Alcott da napiše još dva nastavka, Mali muškarci (Little Men) (1871) i Dječaci gospođe Jo (Jo's Boys) (1886). Alcott je kroz likove četiriju sestara stvorila četiri različite osobnosti s kojima su se mogli poistovjetiti čitatelji različitih dobnih i socioekonomskih skupina. Također je uvela elemente realizma, dotada uglavnom nepoznatog u američkoj književnosti.
Knjiga je kasnije poslužila kao predložak za nekoliko igranih filmova, TV-serija, te mjuzikl i operu.

## Vanjske poveznice
- |engleski tekst na www.gutenberg.org